# 疑病症
疑病症（台湾又译慮病症），或称健康焦虑障碍，是在没有明确医学根据的情况下，认定自己患有某种特定疾病的精神病理状态，且常并有合理的医学解释及躯体检查或实验室检查阴性均不能打消其顾虑。
疑病症是一個歷史悠久的概念，其概念隨著時間而又所變化。有人認為這種令人困擾的狀態是由對身體或心智狀態的不正確感知而引起的，儘管實際上並未經過醫學診斷，患有疑病症的人被稱為疑病患者。疑病患者會對他們察覺到的任何身體或心理症狀感到過度警惕，無論症狀有多輕微他們都堅信自己患有或即將被診斷出嚴重疾病。
儘管醫師向他們解釋關於症狀的疑問，疑病患者還是會對對他們的症狀感到擔憂。即是疑病患者真的有症狀，他們的擔憂遠也會超過疾病所該有的反應。這種狀態也被稱為疑病癥，即處於疑病狀態的行為，稱為急性疑病癥。許多疑病患者將注意力集中在特定症狀上，這使得他們更加擔憂，如腸胃問題、心悸或肌肉疲勞等等。要符合疑病症的診斷，症狀必須至少持續六個月
國際疾病與相關健康問題統計分類 (ICD-10) 將疑病症歸類為一種精神疾患和異常行為疾病 。在精神疾病診斷與統計手冊，第五版（DSM-IV-TR）中，將該疾病定義為一種身心性疾病，一項研究顯示約有3％的初級醫療設施病人受到其影響 。2013年版DSM-5 取消了疑病症的診斷，取而代之的是身心性疾病（75％）和疾病焦慮障礙（25％）的診斷
疑病症通常表現為對輕微的身體或心理症狀可能有嚴重的擔憂，不斷進行自我檢查和自我診斷，以及對自己身體的過度關注。許多患有疑病症的患者對醫生的診斷表達懷疑和不信任，並認為醫師對於他們疾病不嚴重的評估是不可信的，許多疑病患者在看醫生時或待在醫療機構時血壓會上升、感到壓力和焦慮，這種情況被稱為「白大衣高血壓」。許多疑病患者需要醫生、家人或是朋友不斷的安撫，這種障礙可能對患有疑病症的人以及他們的家人和朋友形成極大的壓力。一些疑病症患者可能完全迴避有關他們生病的任何事物，而有些人則經常去醫療機構，甚至過分執著於看診。有些人可能從不提起他的疾病。

## 症狀和徵兆
疑病症被歸類為一種身體症狀障礙──一種涉及「感知和認知」 的障礙──對身體或心智狀態進行過度警覺，以及習慣以負面的眼光來看待他們最初的症狀。疑病症會以多種方式表現。有些人有大量過激的思想和過度的身體感覺，這促使他們向家人、朋友和醫生多次確認他們的症狀。例如，有輕微咳嗽的人可能認為他們患有結核病.。或是器官發出聲音，例如腸道發出的聲音，對於患有疑病症的患者來說，可能被視為非常嚴重疾病的徵兆。
有些人對會讓他想到生病的任何事物都感到極度害怕，以致於為了一個看似輕微的問題而去迴避就醫尋求專業幫助，有時甚至會對他們的健康疏忽不顧，而存在未被診斷的嚴重情況。還有些人生活在絕望和沮喪之中，深信自己患有致命的疾病，認為任何醫生都無法幫助他們。有些人將這種疾病視為對過去不良行為的懲罰。
疑病症通常伴隨著其他心理疾病。在患有疑病症的人群中， 躁鬱症、抑鬱症、強迫症 （OCD） 、恐懼症、心身症障礙、恐慌症狀是最常見的伴隨狀況，並且他們在一生中可能還被診斷患有廣泛性焦慮症。
許多患有疑病症的人經歷侵入性思緒後緊接著的強迫檢查的循環，這與廣泛性焦慮症的症狀非常相似。然而，儘管患有疑病症的人害怕患病，患有強迫症的患者還是擔心患病或將病毒傳染給他人。 雖然一些人可能同時存在這兩種情況，但這些是不同的疾病。
患有疑病症的患者通常未意識到抑鬱和焦慮會造成自己的身體症狀，並將這些症狀錯誤地視為另一種心理或身體失調或疾病的表現。例如，患有抑鬱症的人通常會出現食慾和體重的變化、疲勞、對性的興趣與活動力下降。強烈的焦慮常伴隨著心跳加快、心悸、出汗、肌肉緊繃、胃部不適、頭暈、呼吸急促，以及身體特定部位（手部、額頭等）的麻或刺痛感。
如果一個人患有如糖尿病或關節炎等疾病，通常會有心理疾病，如抑鬱等。有些人甚至有自殺傾向。 同樣地，患有心理疾病如抑鬱或焦慮的人，有時會因為這些情感起伏而會有一些生理上的症狀，這些症狀通常會以醫學上無法解釋的症狀形式表現。 常見的症狀包括頭痛、腹痛、背痛、關節痛、直腸痛、尿道痛、噁心、發燒和/或夜間盜汗、癢、腹瀉、頭暈或平衡感等問題。許多疑病症患者會因為這些醫學上無法解釋的症狀而覺得醫生無法理解他們，並對醫生一直未能緩解他們的症狀而感到失望。

## 疑病症的成因
基因對於疑病症的影響是中等的，其遺傳性估計約為10-37%。非共享環境因子（即在同一家庭中的雙胞胎之間不同的經歷）會導致人對於疾病的擔憂和執著。相比之下，共享環境因子（即在同一家庭中的雙胞胎之間共同經歷的事物）對疑病症的影響大約為零。
雖然我們對於哪些非共享環境因子會導致疑病症的認知甚少，但一些因素(如接觸與疾病相關的訊息)，被普遍認為可能會短時間增加焦慮，並引起疑病症。過度保護的照顧者和過分關注輕微健康問題也是可能造成疑病症的潛在原因。
在媒體和網路上對於嚴重疾病如癌症和多發性硬化症等的文章、電視節目或廣告會將這些疾病描述為隨機、模糊和不可避免。短期內，對風險的不準確描述以及將症狀和徵候視為嚴重疾病的徵兆可能會有加劇對疾病的恐懼。疾病爆發或對於瘟疫的預測也可能產生類似的影響。
某些證據指出一些人在經歷了重大醫學診斷或是家庭成員或朋友的死亡後，變成了疑病症患者。同樣地，當父母因疾病而早逝時，許多本來健康、快樂的人會陷入疑病症。這些人會認為他們患有造成父母死亡的相同疾病，有時會引起恐慌發作，伴隨相應的症狀

## 診斷
ICD-10對疑病症的定義如下：
A.以下之一：
- 持續六個月或以上，堅信自己至少存有兩種嚴重的身體疾病（其中至少一種必須由患者明確命名）。
- 對被認為的變形或畸形（軀體變形障礙）的持續關注。

B.堅信和對症狀的過分關注導致持續的困擾或干擾到個人日常生活的功能，使患者尋求醫療治 療或進行檢查（或在當地尋求類似的治療者的幫助）。
C.持續拒絕接受醫療建議，即症狀或生理異常沒有足夠的生理原因，除非是在醫學檢查的隨後或期間的短暫時期，每次最多不超過幾週。
D.最常用的排除標準：不發生在任何思覺失調症及相關疾病（F20–F29，尤其是F22）或任何情緒障礙（F30–F39）之中。
DSM-IV根據以下標準定義疑病症：
A.先入爲主地認爲自己得了或即將得重病。
B儘管經過適當的醫學評估和確認，這種擔憂仍然持續存在。
C準則A中的並非妄想（如妄想症，軀體型）且不僅限於對外表的局限擔憂（如軀體變形障礙）。
D.這種想法引起在社交、職業或其他重要功能領域上的顯著的困擾或損害。
E.這種想法持續時間至少為6個月以上。
F.這種想法不能被廣泛性焦慮症、強迫症、恐慌症、重鬱發作、分離焦慮症或其他體化症更好地解釋。
在第五版的DSM-5中，大多數符合《DSM-IV》疑病症標準的人現在反而符合身心性疾病（SSD）或疾病焦慮障礙（IAD）的診斷標準。

## 分類
關於疑病症與其他精神疾病的分類長期以來一直是學術討論的主題，並在不同的診斷系統和具有影響力的期刊之間存在著差異。
在《DSM》當中，第一版和第二版將疑病症列為精神官能症，而第三版和第四版則將疑病症列為體化症。目前的《DSM-5》將身體症狀障礙症（SSD）列為“軀體症狀和相關疾病”下的一項，並將疾病焦慮障礙（IAD）列為這一項目以及焦慮障礙的一種。
《ICD-10》與《DSM》的第三版和第四版一樣，將疑病症列為體化症。然而，《ICD-11》將疑病症列為“強迫症或相關疾病”項目。
還有許多具有影響力的科學期刊主張應將疑病症歸類為其他類型。值得注意的是自1990年代初以來，將疑病症視為一種焦慮疾病並將該狀態稱為“健康焦慮”或“嚴重健康焦慮”已變得越來越普遍。

## 治療
大約有20個隨機對照試驗和眾多觀察性研究顯示，認知行為療法（CBT）是治療疑三分之二的患者對治療有所反應，約有50％的患病症的有效方法。一般而言，約有者症狀緩解，也就是在治療後不再患有疑病症。治療的效用有些人是有效的、有些人是十分有效的。 對於疑病症和健康焦慮，認知行為療法可以以多種形式治療，包括面對面的個別或群體治療，例如透過電話， 透過閱讀書籍、或是線上治療平台進行治療 。治療效果通常可以穩定的持續一段時間。

有證據顯示，抗抑鬱藥物(如選擇性血清素再吸收抑制劑)可以減輕疑病症的症狀。有些案例顯示，疑病症對抗精神病藥物，尤其是較新的非典型抗精神病藥物，對於疑病症的治療有良好的反應。

## 詞源學
在腹部的區域中，hypochondrium 指的是腹部最上面的部分。這個詞源自古希臘語ὑποχόνδριος hypokhondrios，意思是“在肋骨和肚臍之間軟的部分”，由ὑπό hypo（“在...之下”）和χόνδρος khondros，即胸骨的軟骨組成。在晚期拉丁語中ond，Hypochria 意指“腹部”。
對於沒有真正原因的疾病狀態使用詞語「疑病症」反映了古代的信仰，即腹下部的內臟是憂鬱的發源地，是引起病態感覺的來源 。直到18世紀初，這個術語指的是由於腹部不平衡引起的“在肋骨以下區域的生理疾病”。例如，羅伯特·伯頓Robert Burton）的憂鬱的解剖（1621年）將其解釋為“從‘口水過多’到‘腸子里咕嚕聲’”等。
伊曼紐爾·康德在他於1798年發表的從實際觀點看人類學一書中討論了疑病症，內容如下：
疑病症患者的病症在於：某些身體感覺並不那麼明確地表示身體中實際存在的疾病，而是僅僅引起對其存在的擔憂。而這是人類的本性，是動物所缺乏的特點，能夠通過對這些感覺的關注來加強或使局部印象變得永久，而有些人不亂是刻意或是職業，則減弱這些影響，甚至將其完全抹去。
《1798年伊曼紐爾·康德的人類學，刊於《幻想哲學雜誌》第16卷，由威廉·托里·哈里斯編輯，第395-396頁》

## 另見
- 疾病恐懼症（英语：Nosophobia）
- 網絡疑病症（英语：Cyberchondria）
- 密特里達主義（英语：Mithridatism）
- 对自身的做作性障碍
- 反安慰劑
- 身心医学
- 疾病行為（英语：Sickness behavior）
- 身心性疾病
- 體感增強（英语：Somatosensory amplification）
- 男性感冒（英语：Man flu）
- 假想的病人（英语：The Imaginary Invalid）